# Hurleur roux
Alouatta seniculus
Espèce
Statut de conservation UICN

 LC  : Préoccupation mineure
Statut CITES
Le Hurleur roux (Alouatta seniculus) est une espèce de primates néotropicale.
Son nom générique vient de la puissance de ses cris qui peuvent être entendus jusqu'à 3 km. Il ne doit pas être confondu avec Alouatta macconnelli, souvent appelé Singe hurleur roux ("baboun" en Guyane), dont l'aire de répartition est plus orientale. Le singe hurleur roux se caractérise également par son cri puissant atteignant parfois les 128 dB. Autrement dit, à cette fréquence, le son se situe dans la zone de danger sonore pour un humain (fixée à environ 120 dB). Ce cri bestial peut être entendu à une distance allant jusque 4,8 km.

## Anatomie
- Longueur du corps[2] :
  - Mâle : 50 à 70 cm
  - Femelle : 45 à 55 cm
- Longueur de la queue : 50 à 75 cm
- Hauteur au garrot :
- Poids adulte :
  - Mâle : 6,5 kg
  - Femelle : 4,5 kg

## Ostéologie
L'os hyoïde de cette famille présente une particularité très franche avec une hypertrophie "en gobelet" qui entre pour une part dans la production sonore très particulière qui a inspiré le nom vernaculaire de singes hurleurs.

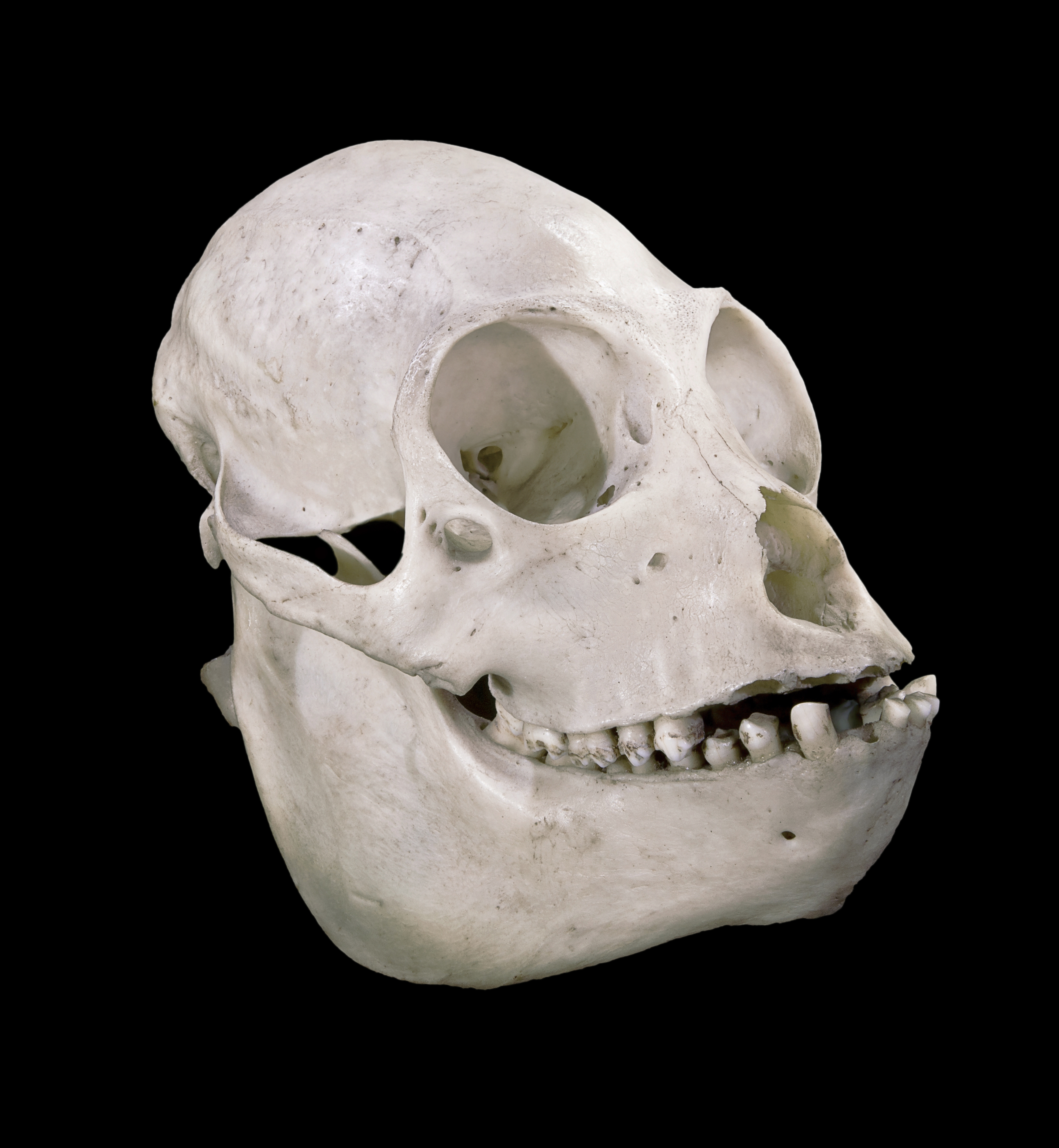
Crâne de 3/4 - Muséum de Toulouse
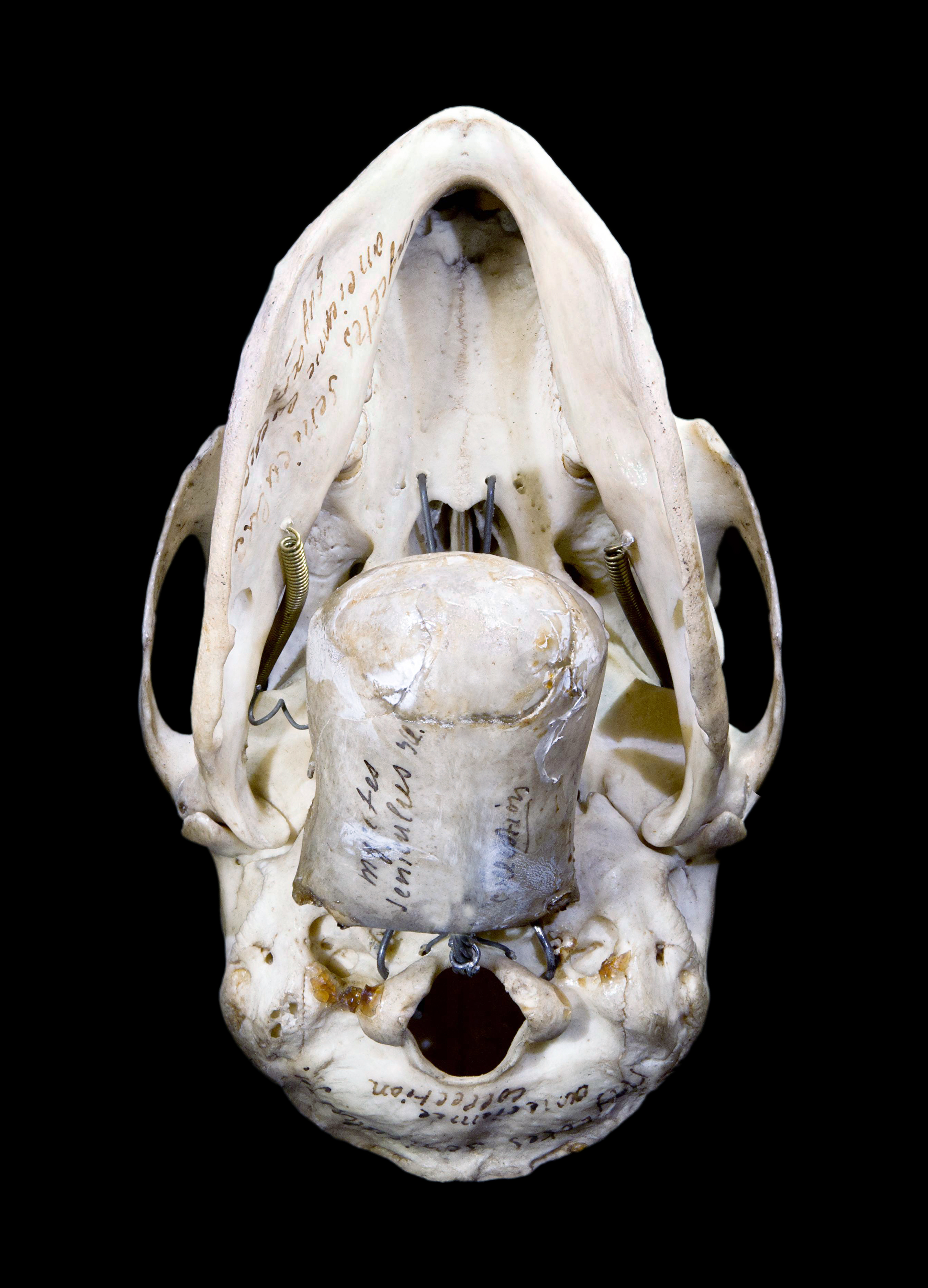
Vue de l'os hyoïde - Muséum de Toulouse

## Physiologie
- Maturité sexuelle : 3 ans
- Gestation : 140 jours
- Nombre de jeunes par portée : 1
- Nombre de portées par an : 1 tous les deux ans
- Longévité :
  - Libre : 7 ans(mâle), 11 à 12 ans pour la femelle.
  - Captif :

## Régime alimentaire
Il se nourrit de feuilles, de fruits, de noix, de graines, de petits mammifères, de reptiles et d'oiseaux.

## Liste des sous-espèces
- Alouatta seniculus ssp. insulanus
- Alouatta seniculus ssp. juara
- Alouatta seniculus ssp. seniculus

## Répartition géographique et habitat

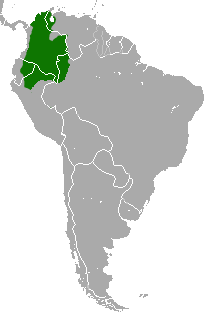
Carte de répartition.

L'espèce se rencontre au Brésil (état de l'Amazonas), au Pérou, en Équateur, en Colombie, au Venezuela et en Guyane française.